# Lord Dingwall
Lord Dingwall ist ein erblicher britischer Adelstitel, der zweimal in der Peerage of Scotland geschaffen wurde.
Der Titel ist nach der Stadt Dingwall bzw. der dortigen Burg Dingwall Castle benannt.

## Verleihung
Erstmals wurde der Titel am 15. März 1584 an Sir Andrew Keith aus dem Clan Keith verliehen. Der Titel erlosch bei seinem Tod um 1606.
Ein zweites Mal wurde der Titel 1609 für Sir Richard Preston geschaffen. Am 11. Juli 1619 wurde er zudem in der Peerage of Ireland zum Baron Dunmore und Earl of Desmond erhoben. Die irischen Titel waren im Gegensatz zum schottischen nur an männliche Nachkommen vererbbar, daher erloschen sie bei seinem Tod 1628, während die Lordship of Dingwall an seine Tochter Elizabeth fiel. Diese heiratete 1629 James Butler, den späteren 1. Duke of Ormonde. Ihr Sohn James erbte daher neben der Lordship Dingwall auch die Titel seines Vaters. Nachdem sich James am Jakobitenaufstand von 1715 beteiligt hatte, wurden ihm seine Titel jedoch wegen Hochverrates aberkannt. 1817 wurden die Titel auf Antrag von dessen Nachfahren Francis Cowper für diesen als 4. Lord Dingwall wiederhergestellt (zählt man die zwischenzeitlichen de iure-Anspruchsinhaber auf den Titel mit, wäre er 10. Lord), ebenso wie der ebenfalls 1715 aberkannte Titel 3. Baron Butler, geschaffen 1666 in der Peerage of England. Francis Cowper hatte 1856 bereits die Titel Earl Cowper, Viscount Fordwich, in the County of Kent, beide geschaffen 1718 in der Peerage of Great Britain, sowie Baron Cowper of Wingham in the County of Kent, geschaffen 1706 in der Peerage of England, geerbt. 1880 erbte er zudem den Titel Baron Lucas, of Crudwell in the County of Wiltshire, geschaffen 1663 in der Peerage of England. Bei seinem Tod erloschen seine Titel von 1706 und 1718, der Titel Baron Butler fiel in Abeyance, die Titel Baron Lucas und Lord Dingwall fielen an dessen Neffen Auberon Herbert als 9. Baron Lucas und 5. Lord Dingwall. Die beiden Titel sind bis heute vereint.

## Liste der Lords Dingwall

### Lords Dingwall (1584)
- Andrew Keith, 1. Lord Dingwall († um 1606)

### Lords Dingwall (1609)
- Richard Preston, 1. Earl of Desmond, 1. Lord Dingwall († 1628)
- Elizabeth Butler, Duchess of Ormonde, 2. Lady Dingwall (1615–1684)
- James Butler, 2. Duke of Ormonde, 3. Lord Dingwall (1665–1745) (Titel verwirkt 1715)

- Francis Cowper, 7. Earl Cowper, 8. Baron Lucas, 4. Lord Dingwall (1834–1905) (Titel wiederhergestellt 1871)
- Auberon Herbert, 9. Baron Lucas, 5. Lord Dingwall (1876–1916)
- Nan Cooper, 10. Baroness Lucas, 6. Lady Dingwall (1880–1958)
- Anne Palmer, 11. Baroness Lucas, 7. Lady Dingwall (1919–1991)
- Ralph Palmer, 12. Baron Lucas, 8. Lord Dingwall (* 1951)

Voraussichtlicher Titelerbe (Heir apparent) ist dessen Sohn Lewis Palmer (* 1987).